# 小笠倫弘
小笠 倫弘（おがさ みちひろ、1971年7月19日 - ）は、日本中央競馬会（JRA）・美浦トレーニングセンターの調教師。大阪府出身。

## 来歴
阪神競馬場の近くで育ち、高校生のころにサッカーボーイやオグリキャップの活躍を見て競馬に興味を持つ。東京大学文学部卒で在学中は馬術部に所属した。東大馬術部の先輩に現在競馬評論家として活動している須田鷹雄が居る。
東京競馬場で放馬止めのアルバイトをするうちに段々と競馬への思いが強くなり周囲の反対を押し切って1997年にJRA競馬学校厩務員課程に入学する。同年10月から山田要一厩舎で調教厩務員を務め、1999年6月から2005年2月まで嶋田潤厩舎で調教助手を務めた。
2005年にJRA調教師免許試験に合格。初の東京大学出身のJRA調教師となった。翌2006年に美浦トレセンで厩舎を開業した。
2008年1月16日に大井競馬場で行われたTCK女王盃でラピッドオレンジが勝ち開業3年目で重賞初制覇。2010年9月12日に行われた京成杯オータムハンデキャップでファイアーフロートが勝ちJRA重賞も初制覇する。
2012年3月3日の中山2Rの勝利でJRA通算100勝を達成、2019年8月25日の札幌6Rの勝利でJRA通算200勝を達成した。

## 調教師成績

### 概要
|            | 日付          | 競馬場・開催   | 競走名                 | 馬名               | 頭数 | 人気 | 着順 |
| ---------- | ------------- | -------------- | ---------------------- | ------------------ | ---- | ---- | ---- |
| 初出走     | 2006年3月11日 | 2回中山5日3R   | 3歳未勝利              | トーセンラブソング | 14頭 | 12   | 13着 |
| 初勝利     | 2006年4月9日  | 1回福島4日6R   | 4歳以上500万下         | ブルーベレッタ     | 15頭 | 3    | 1着  |
| 重賞初出走 | 2006年9月30日 | 2回札幌7日11R  | 札幌2歳ステークス      | マイネルビジュー   | 12頭 | 9    | 7着  |
| 重賞初勝利 | 2008年1月16日 | 17回大井3日11R | TCK女王盃              | ラピッドオレンジ   | 14頭 | 6    | 1着  |
| GI初出走   | 2009年2月22日 | 1回東京8日11R  | フェブラリーステークス | ナンヨーヒルトップ | 16頭 | 13   | 13着 |

## 主な管理馬
- ラピッドオレンジ（2008年TCK女王盃）
- ファイアーフロート（2010年京成杯オータムハンデキャップ）
- ケイアイチョウサン（2013年ラジオNIKKEI賞）
- ブレイブスマッシュ（2015年サウジアラビアロイヤルカップ）
- トゥルボー（2021年新潟ジャンプステークス、阪神ジャンプステークス）